# 奥尔斯顿·怀斯
奥尔斯顿·怀斯（英語：Alston Wise，1904年10月29日—1984年9月23日），加拿大男子冰球运动员，场上位置是前锋。他曾代表加拿大参加1932年冬季奥林匹克运动会冰球比赛，获得一枚金牌。